# El Abiodh Sidi Cheikh
El Abiodh Sidi Cheikh (în arabă الابيض سيدي الشيخ) este o comună din provincia El Bayadh, Algeria.
Populația comunei este de 24.949 de locuitori (2008).